# Cormérod
Cormérod est une localité et une ancienne commune suisse du canton de Fribourg, située dans le district du Lac.

## Histoire
L'endroit actuellement occupé par le village était le siège d'une Villa romaine importante dans laquelle on découvrit une mosaïque de la première moitié du IIIe siècle représentant un combat entre Thésée et le Minotaure (qui se trouve actuellement dans l'un des couloirs de l'Université de Fribourg).
Le village fait partie des Anciennes Terres entre le XVe siècle et 1798 où il est érigé en commune et rejoint successivement le district d'Avenches jusqu'en 1803, puis celui de Fribourg jusqu'en 1846.
En 1885, P. Apollinaire Dellion relève 189 habitants, 116 bourgeois de la commune, 67 d'une autre commune, 4 d'un autre canton, 2 étrangers à la Suisse dont 187 catholiques, 2 protestants pour 37 maisons habitées et 41 ménages.
Le 1er janvier 1997, la commune a fusionné avec ses voisines de Courtion, Cournillens et Misery pour former la nouvelle commune de Misery-Courtion.

## Religion
Cormérod est un village essentiellement catholique, il est rattaché à la paroisse de Courtion depuis au moins le milieu du XVe siècle.

## Patrimoine bâti
La chapelle Saint-Antoine l'Ermite qui se trouve dans le village a été construite au milieu du XVIIe siècle, la première fondation provient d'un legs de 40 écus donné en 1623, par Antoine Berset, de Cormérod.